# رول رینبو

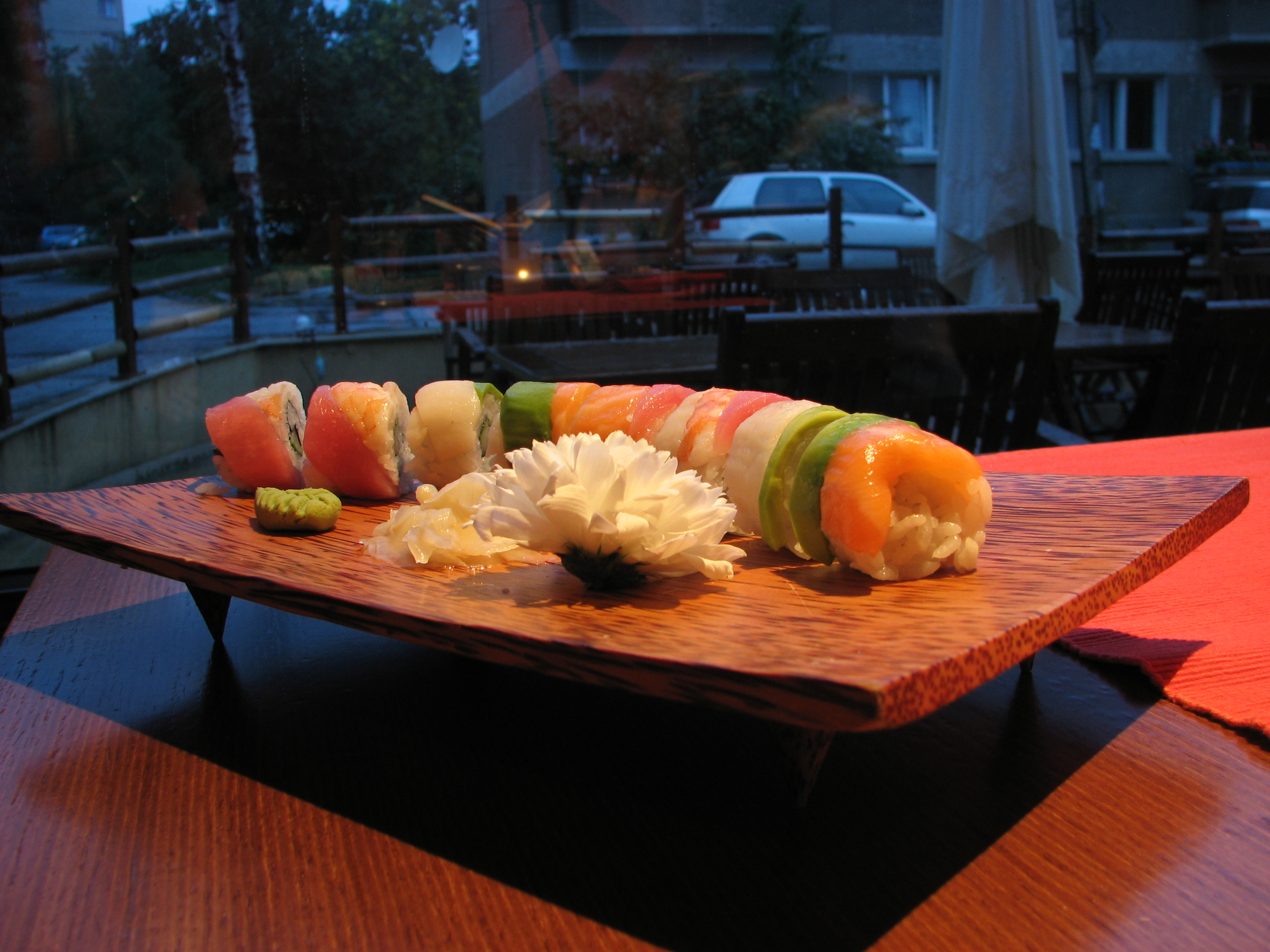
رینبو رول یا سوشی رنگین کمان

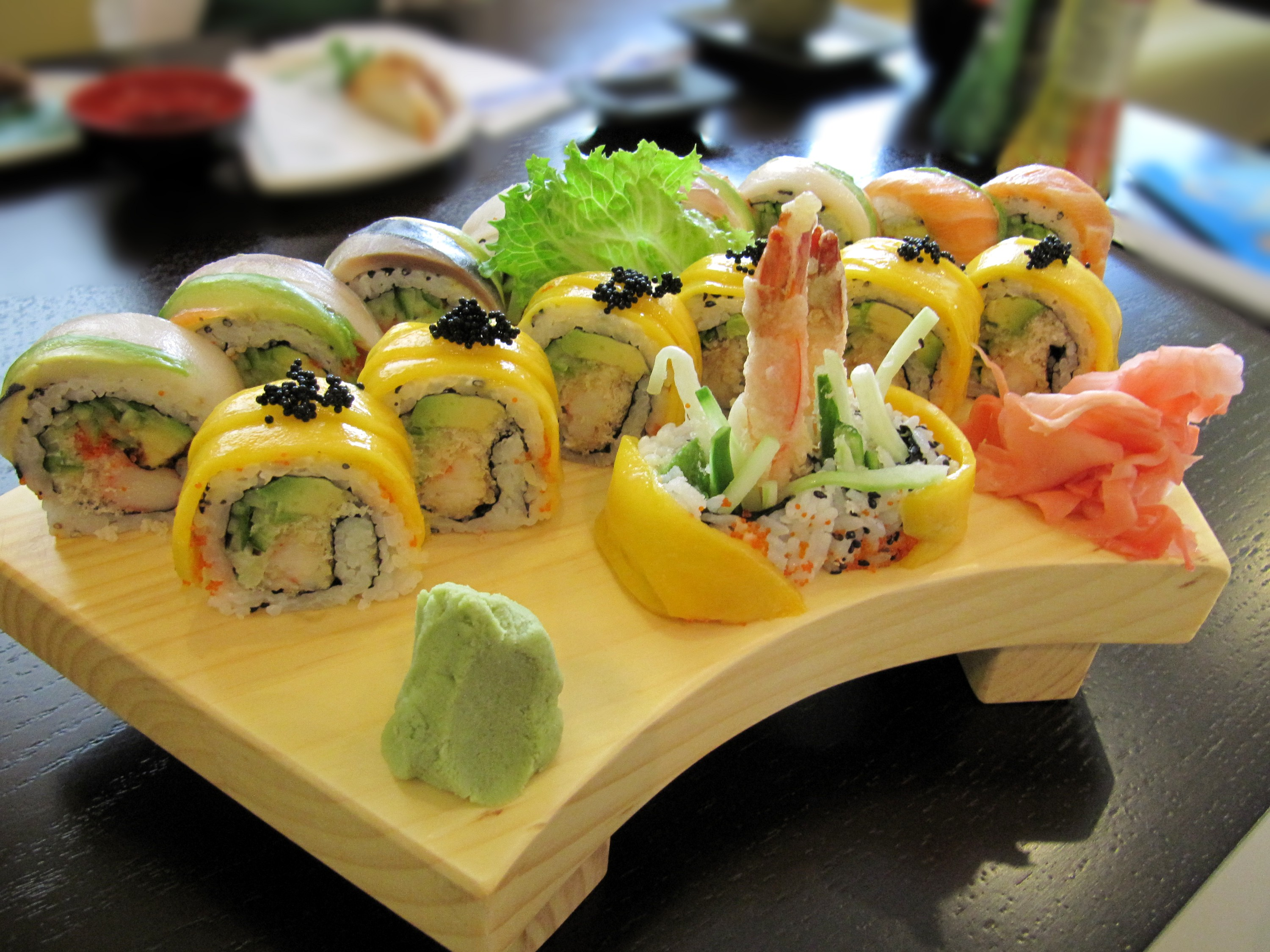
رینبو رول یا سوشی رنگین‌کمان

رینبو رول (به انگلیسی: Rainbow Roll) یکی از انواع ماکی‌زوشی که در آمریکا ابداع شده‌است و امروزه در سطح جهانی پراکنده شده‌است. مواد سطح خارجی این رول را ماهی تن یا ماگورو، هاماچی، آواکادو و سالمون یا مواد دیگری که در روز تهیه در رستوران برای نتا خریداری شده، تشکیل می‌دهند. در این نوع رول نحوهٔ قرار دادن مواد بر روی آن به مانند رنگین کمان است، به همین علت به عنوان رینبو رول شهرت پیدا کرده‌است. برای داخل رول از کانی‌کاما، خیار، سس مایونز، کنجد، کاهو و پنیر خامه‌ای استفاده می‌شود.